# Maurice Brun
Pour les articles homonymes, voir Brun.
Maurice Jean Marie Joseph Brun est un avocat et homme politique français né le 2 juillet 1925 à Montluçon (Allier) et mort le 5 août 2021 à Désertines (Allier). Il est maire de Montluçon de 1972 à 1977 et député de l'Allier de 1973 à 1978.

## Famille
Maurice Jean Marie Joseph Brun est le fils de Paul Brun, avoué à Montluçon.
Il est marié à Ginette Cotte (décédée en août 2016), professeur de philosophie à la retraite du lycée Madame-de-Staël de Montluçon. Ils ont eu trois enfants.

## Biographie
En 1940, il est l'élève du philosophe et résistant Pierre Kaan au lycée de Montluçon.
Il fait des études de droit à Clermont-Ferrand, puis à Paris. Il s'engage dans la Jeunesse étudiante chrétienne.
D'abord avocat au barreau de Montluçon, il reprend ensuite l'étude d'avoué de son père ; lorsque les avoués auprès des tribunaux de grande instance sont supprimés, il redevient avocat.
Il entre jeune en politique et est élu conseiller municipal de Montluçon à l'âge de 25 ans, puis maire adjoint de 1953 à 1959 dans la municipalité socialiste d'André Southon. En 1959, se trouvant en désaccord avec certains responsables montluçonnais, il se retire et ne revient qu'en 1971 au conseil municipal, avec l'équipe de Jean Nègre.
À la mort de Jean Nègre en 1972, Maurice Brun est élu maire de Montluçon. L'année suivante, il est élu conseiller général (mandat qu'il conservera jusqu'en 1994), puis député de l'Allier. En 1977, la liste de Maurice Brun est largement battue aux élections municipales par la liste d'Union de la Gauche conduite par Pierre Goldberg ; ce dernier le bat à nouveau en 1978, aux élections législatives.
Comme maire de Montluçon, il poursuit le programme de son prédécesseur notamment par la construction d'équipements comme des écoles, une piscine couverte et une station d'épuration et engage la construction de logements sociaux.
Conseiller général du canton de Montluçon-Est, il fut vice-président du Conseil général, chargé des questions financières.
Maurice Brun fut également président de l'association des anciens élèves des lycées de Montluçon et il en est devenu le président d'honneur. Chrétien pratiquant, c'est le seul montluçonnais qui ait reçu à son domicile l'abbé Pierre. Il s'est toujours fait remarquer par son indépendance d'esprit et son esprit non partisan.

## Mandats électifs
- Maire de Montluçon (1972-1977).
- Député non inscrit de l'Allier du 11 mars 1973 au 2 avril 1978.
- Conseiller général de l'Allier (1972-1994).